# Responsabilidad de mando

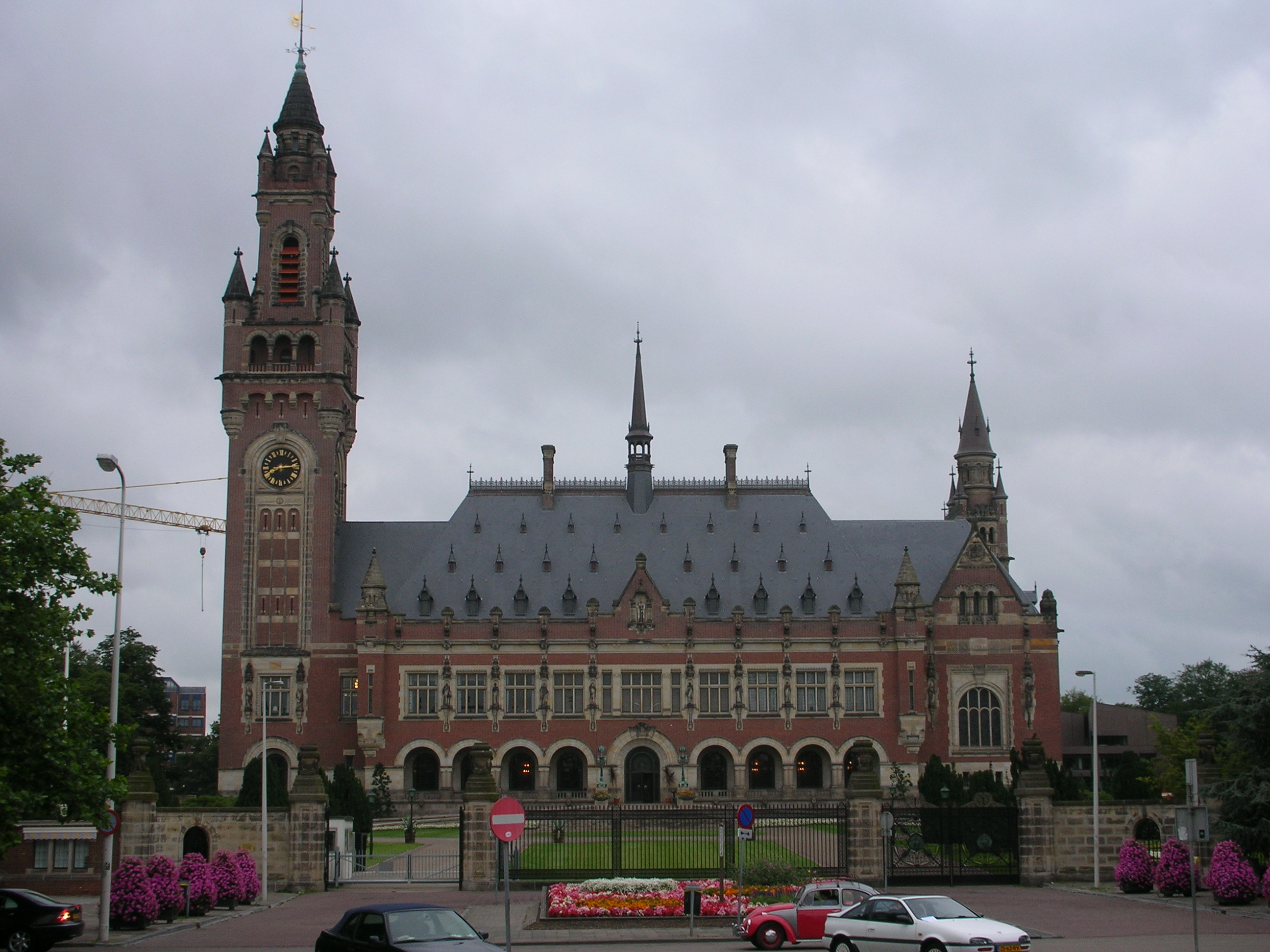
Palacio de la Paz en La Haya

La responsabilidad de mando, a veces conocida como el estándar Yamashita o estándar de Medina, y también conocido como responsabilidad de los superiores, es la doctrina de la rendición de cuentas jerárquica en los casos de crímenes de guerra.
La doctrina de la "responsabilidad de mando" fue establecida por las Convenios de La Haya, IV (1907) y X (1907) y se aplicó por primera vez por el Tribunal Supremo de Alemania después de la Primera Guerra Mundial en el juicio de Emil Muller (1921).
El "estándar Yamashita" se basa en el precedente establecido por la Corte Suprema de Estados Unidos en el caso del general japonés Tomoyuki Yamashita. Fue procesado en el año 1945, en un juicio que sigue siendo controvertido, por las atrocidades cometidas por las tropas bajo su mando en Filipinas. Yamashita fue acusado de "desconocer los actos ilegales del comando bajo su mando y de no cumplir con su deber como comandante para controlar los actos de sus miembros al permitirles perpetrar crímenes de guerra."
El "estándar de Medina" se basa en el procesamiento del año 1971 del capitán del Ejército de los Estados Unidos Ernest Medina en relación con la masacre de Mỹ Lai durante la guerra de Vietnam. Sostiene que un oficial al mando, consciente de los derechos humanos, en una violación o un crimen de guerra, serán penalmente responsables cuando no tomen las medidas para evitarlos. Sin embargo, Medina fue absuelto de todos los cargos.

## Origen

### Desarrollo de la responsabilidad

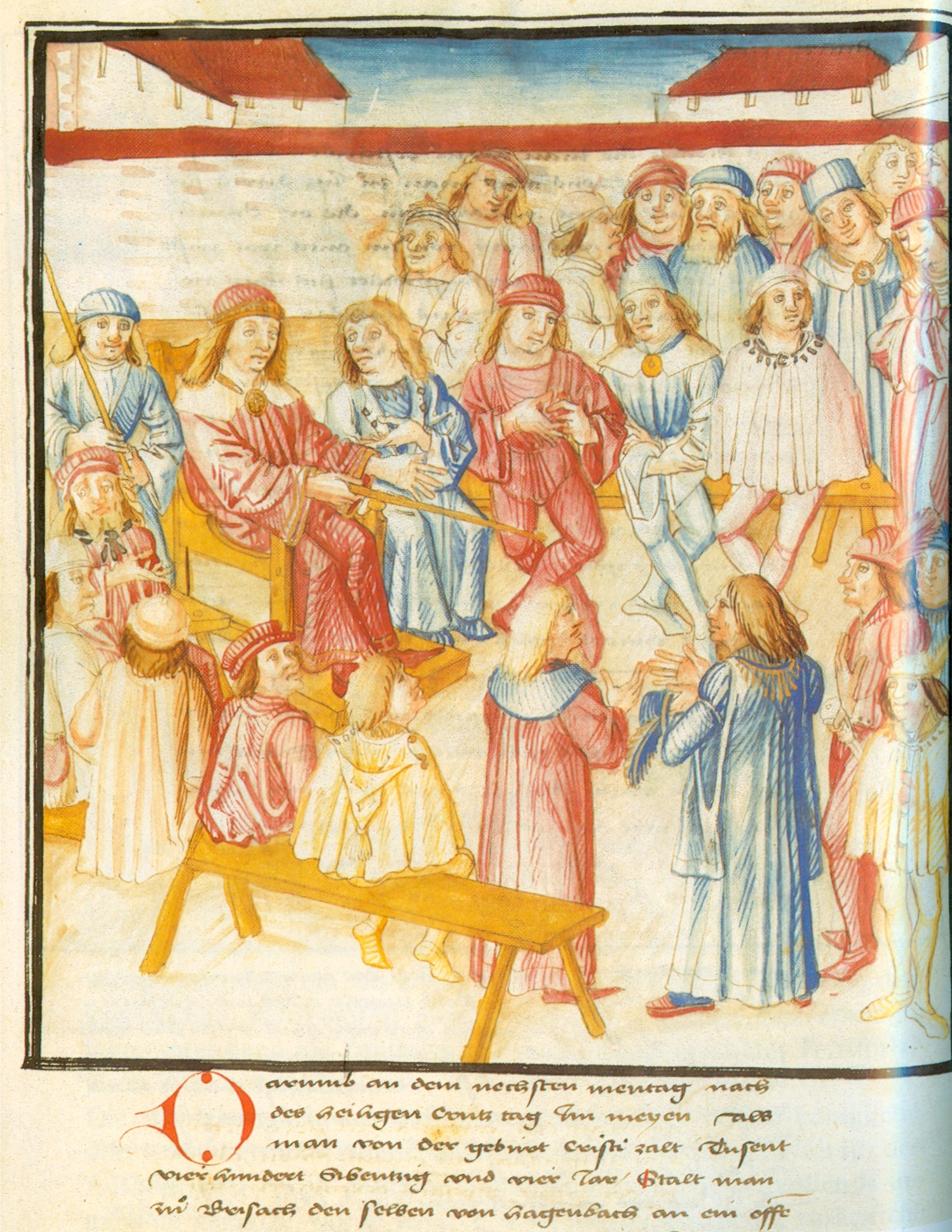
Hagenbach en el juicio, del Berna Chronik des Diebold Schilling dem Älteren.

En El arte de la guerra (chino tradicional: 孫子兵法, chino simplificado: 孙子兵法, pinyin: sūnzĭ bīngfǎ), literalmente «Estrategia militar», por Sun Tzu, escrito durante el siglo VII a. C., Sun Tzu argumentó que era el deber de un comandante asegurarse de que sus subordinados se comportaran de una manera civilizada durante un conflicto armado. El juicio de Peter von Hagenbach por un tribunal ad hoc del Sacro Imperio Romano Germánico en el año 1474, fue el primer proceso en "internacional" en el reconocimiento de las obligaciones de los comandantes de actuar legalmente. Pedro de Hagenbach fue llevado a juicio por las atrocidades cometidas durante la ocupación de Breisach. Fue declarado culpable de crímenes de guerra y decapitado. Desde que fue condenado por delitos "que como un caballero se considera que tienen el deber de impedir" Hagenbach se defendió con el argumento de que solo cumplía órdenes del Breisach Duque de Borgoña, Carlos el Temerario, a quien el Santo Imperio Romano le había dado Breisach. A pesar de que no había un uso explícito de la doctrina de la "responsabilidad de mando" es visto como el primer juicio sobre la base de este principio.
Durante la guerra civil estadounidense, el concepto es desarrollado aún más, como se ve en el "Código Lieber." Esta rendición de cuentas fue regulada mediante la imposición de responsabilidad penal a los comandantes de ordenar o alentar a los soldados para herir o matar a los enemigos ya incapacitadas.
Los Convenios de La Haya, IV (1907) fueron el primer intento de codificar el principio de responsabilidad de mando a nivel multinacional. No fue hasta la Primera Guerra Mundial  después de la que Comisión las potencias aliadas sobre la responsabilidad de los autores de la guerra y de la imposición de sanciones recomendó el establecimiento de un tribunal internacional, que juzgara a las personas por "orden, o con conocimientos para poder para intervenir, se abstuvieran de prevenir, o de tomar medidas para prevenir, para poner fin a la represión, violaciones de las leyes o costumbres de guerra."

### Introducción de responsabilidad por omisión
La responsabilidad de mando es un modo de omisión de la responsabilidad penal de las personas: el superior es responsable de los delitos cometidos por sus subordinados y por no prevenirlos o castigarlos (a diferencia de los crímenes que ordenó). In Re [En lo que respecta a] Yamashita ante una Comisión Militar de Estados Unidos, el general Yamashita se convirtió en el primero en ser acusado únicamente sobre la base de responsabilidad por omisión. Fue Comandante del Ejército del Área 14 del Japón en Filipinas, cuando algunas de las tropas japonesas participaron en las atrocidades cometidas contra miles de civiles. Como comandante en jefe, se le acusó de "ilegalidad teniendo en cuenta que no estaba cumpliendo con su deber como comandante para controlar los actos de los miembros a su mando, permitiendo que cometieran crímenes de guerra."
Al encontrar culpable a Yamashita, la Comisión adoptó una nueva norma, que establece que, cuando "las acciones de venganza son delitos generalizados y no hay ningún intento efectivo por un comandante de descubrir y controlar los actos delictivos, como comandante puede ser considerado responsable, incluso penalmente". Sin embargo, la redacción ambigua ha dado lugar a un largo debate en el tiempo sobre la cantidad de conocimientos necesarios para establecer la responsabilidad del mando. La decisión fue apelada, y fue confirmada por la Corte Suprema de los Estados Unidos 'In re Yamashita 327 U.S. 1 (1946) Después de la sentencia Yamashita fue ejecutado.

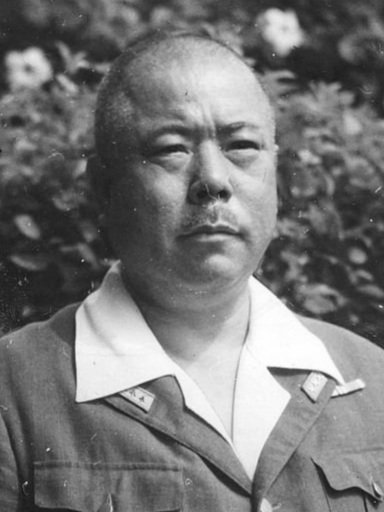
Tomoyuki Yamashita, 1945

Después In re Yamashita, los tribunales aceptaron claramente aceptado que el conocimiento real de un comandante de las acciones ilegales es suficiente para imponer la responsabilidad penal individual.
En el Juicio del Alto Mando, el Tribunal Militares en los Estados Unidos argumentó que para que un comandante sea penalmente responsable por los actos de sus subordinados "no debe ser una negligencia del personal", que "solo puede ocurrir cuando el acto es directamente atribuible a él o en su fracaso para supervisar adecuadamente a sus subordinados constituye una negligencia criminal por su parte", basado en "un sin sentido, indiferencia inmoral de la acción de sus subordinados que se convierte en aquiescencia."
En el Juicio Hostage, el Tribunal Militar de Estados Unidos parecía limitar las situaciones en las que un comandante tiene el deber de conocer los casos en que ya ha tenido alguna información respecto a las acciones ilegítimas de los subordinados.
Después de la Segunda Guerra Mundial los parámetros de la responsabilidad del mando se incrementaron y, por lo tanto, la imposición de responsabilidad a los comandantes en su fracaso para prevenir la comisión de crímenes cometidos por sus subordinados. Estos casos, en las últimas dos partes de los Juicios de Núremberg, se discutió explícitamente el necesario criterio de mens rea ("mente culpable"), y fueron unánimes al considerar que un menor nivel de conocimiento del conocimiento real puede ser más que suficiente para considerarlos culpables.

### Codificación
El primer tratado internacional que de forma exhaustiva codifica la doctrina de la responsabilidad del mando fue el Protocolo Adicional I ("PA I") del año 1977 a los Convenios de Ginebra del año 1949. El Artículo 86(2) establece que:

El hecho de que una violación de los Convenios o del presente Protocolo haya sido cometida por un subordinado no exime a sus superiores de responsabilidad ... ... si sabían, o poseían información que les hubieran permitido concluir, en las circunstancias del momento, que se estaban cometiendo o se proponían cometer tal infracción y si no tomaron todas las medidas factibles que estuvieran a su alcance para impedir o reprimir esa infracción.

El Artículo 87 obliga a un comandante a "prevenir y, en caso necesario, reprimir y reportar a las autoridades competentes" toda violación de los Convenios y del PA I.
En el Artículo 86(2) por primera vez una disposición "aborda explícitamente el factor de conocimiento de la responsabilidad del mando."

### Definiciones
En el debate sobre la "responsabilidad de mando", el término "comando" se puede definir como:
A de iure de derecho (legal). Comandos, que pueden ser tanto militares como civiles. El factor determinante aquí no es el rango, sino la subordinación. Cuatro estructuras se identifican:
1. Comando político: Jefe de Estado, altos funcionarios delgobierno, monarcas...
2. Comando estratégico: Gabinete de Guerra, Estado Mayor
3. Comando operacional: liderazgo militar; sobre Yamashita se estableció que la responsabilidad del mando operativo no puede ser cedido a los efectos de doctrina la responsabilidad del mando - los comandantes operacionales deben ejercer todo el potencial de su autoridad para evitar los crímenes de guerra y la falta de supervisión de sus subordinados o las órdenes no asertivas no exoneran el comandante.
4. Comandos tácticos: mando directo sobre las tropas en el terreno

La Jurisprudencia Internacional ha desarrollado dos tipos especiales de comandantes "de jure."
1. Prisioneros de guerra (POW) Comandos de campo: el TPIY estableció en Aleskovski que a los comandantes del campo de prisioneros de guerra se les ha confiado el bienestar de todos los presos, y la subordinación, en este caso es irrelevante.
2. Comandantes ejecutivos: suprema autoridad de gobierno en el territorio ocupado - la subordinación es una vez más irrelevante, su responsabilidad es el bienestar de la población en el territorio bajo su control, según lo establecido en el Alto Mando y los casos de rehenes después de la Segunda Guerra Mundial.

B De facto (de hecho) comando, cuyo control efectivo específico, a diferencia de un rango formal. Estos tienen una relación superior-subordinado. Las indicaciones son:
1. Capacidad para emitir órdenes
2. Poder de influencia: influencia que es reconocida como una fuente de autoridad como en el Juicio Ministerios ante el Tribunal militar de EE. UU. después de la Segunda Guerra Mundial.
3. La evidencia derivada de la distribución de tareas: el Tribunal ha establecido en el juicio de Zlatko Aleksovski - un estatus superior se deduce del análisis de la distribución de tareas dentro de la unidad que se aplica tanto a los comandantes de operaciones como a los campos de prisioneros.

El Protocolo Adicional I y el Estatuto del ICTY, el TPIR y la CPI conforma la prevención o persecución de delitos preceptivos.

## Aplicación de la responsabilidad del mando

### Tribunal de Núremberg
Después de la Segunda Guerra Mundial la communis opinio (opinión común) fue que las atrocidades cometidas por los nazis eran tan graves que un tribunal especial tuvo que ser constituido. Sin embargo, los juristas contemporáneos, tales como Harlan Fiske Stone criticó los Juicios de Núremberg como una justicia del vencedor. la Carta de Londres determina la base para procesar a personas por:
| Crimen                     | Descripción |
| -------------------------- | --- |
| Crímenes contra la paz     | la planificación, preparación, iniciación o ejecución de una guerra de agresión o una guerra en violación de los tratados internacionales, acuerdos o garantías internacionales, o la participación en un plan común o conspiración para la perpetración de cualquiera de los anteriores. |
| Crimen de guerra           | violaciones de las leyes y costumbres de la guerra. La lista sigue inter alia (entre otros), con el asesinato, malos tratos, la deportación para realizar trabajos forzados o para cualquier otro propósito de la población civil en territorio ocupado, asesinato o los malos tratos a los prisioneros de guerra o en alta mar, el asesinato de rehenes, el saqueo de la propiedad pública o privada, la destrucción arbitraria de ciudades, pueblos o aldeas, o la devastación no justificada por necesidades militares. |
| Crimen contra la humanidad | asesinato, exterminio, esclavización, deportación y otros actos inhumanos cometidos contra cualquier población civil, antes o durante la guerra, o persecuciones por motivos políticos, raciales o religiosos en ejecución de o en conexión con cualquier crimen es competencia del Tribunal, ya sea o no en violación del derecho interno del país donde se hayan cometido. |

La jurisdicción ratione personae (alcance personal de la jurisdicción de los tribunales) se considera que se aplican a los "líderes, organizadores, instigadores y cómplices" que participan en la planificación y la perpetración de esos delitos.

### Tribunal Penal Internacional para la ex Yugoslavia
El artículo del Estatuto del TPIY 7 (3), establece que el hecho de que los delitos "que sean cometidos por un subordinado no exime a su superior de la responsabilidad penal, si sabía o tenía razones para saber que el subordinado iba a cometer tales actos o los había cometido y el superior no tomó las medidas necesarias y razonables para prevenir tales actos o castigar a los autores."
La Fiscalía contra Zejnil Delali relativo al ("Caso Čelebići") consideró por primera vez el alcance de la responsabilidad del mando, al concluir que "tenía razones para saber" (artículo 7 (3)) lo que significa que un comandante tiene que haber "tenido en su posesión una información de la naturaleza, que por lo menos, lo pondría en conocimiento de el riesgo de delitos... indicando la necesidad de investigación adicional para determinar si se cometieron crímenes... o estaban a punto de ser cometidos por sus subordinados."
La Fiscalía contra Tihomir Blaškić en el ("Caso Blaškić") este punto de vista fue corroborado. Sin embargo, difiere en relación con el  mens rea requerido por el PA I. La Sala de Primera Instancia concluyó que Blaškić "tenía razones para conocer", según la definición del Estatuto del TPIY y también impone un estricto "debería haber sabido" estándar del mens rea.
Las opiniones contradictorias de los dos casos fueron tratados por la Cámara de Apelaciones en el Caso Celebici y en una decisión separada en Blaškić. Ambas resoluciones sostienen que cierta información de los actos ilegales de sus subordinados deberían estar disponibles para el comandante, que no lo hizo, o lo hizo de forma inadecuada, disciplinar al autor.
El concepto de responsabilidad de mando se ha desarrollado significativamente en la jurisprudencia del TPIY. Una de las más recientes sentencias que trata ampliamente el tema es el juicio de Sefer Halilović  del 16 de noviembre del año 2005 (parráfo. 22-100).

### Corte Penal Internacional

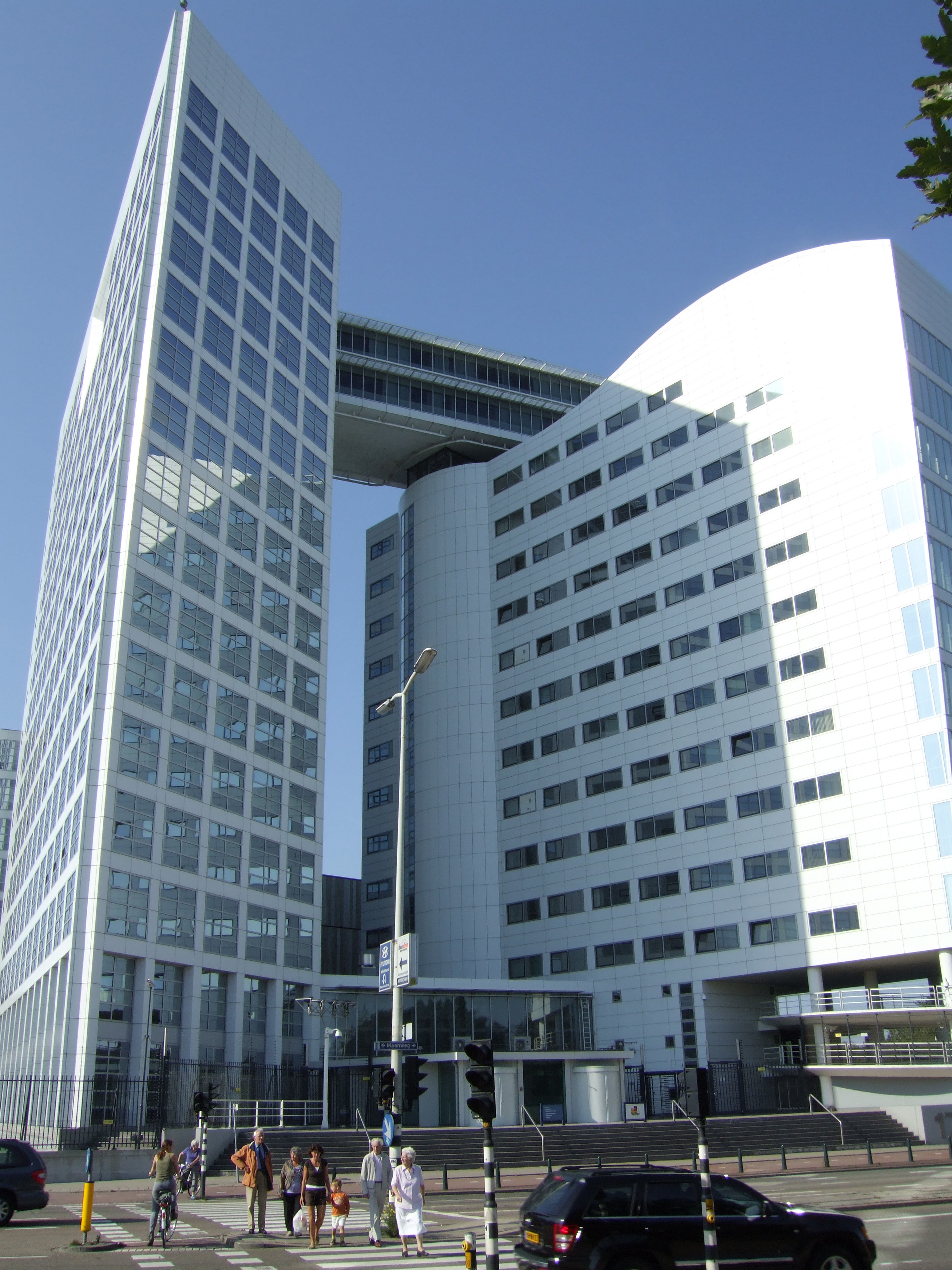
La Corte Penal Internacional en La Haya

Después de varios ad hoc de los tribunales, la comunidad internacional decidió crear un Tribunal General de justicia para futuros crímenes contra la humanidad. Esto dio lugar a la Corte Penal Internacional, ebn las que se identificaron cuatro categorías.
1. Genocidio
2. Crímenes contra la humanidad
3. Crímenes de guerra
4. Crímenes de agresión

El artículo 28 del Estatuto de Roma codificó la doctrina de la responsabilidad del mando. De acuerdo con el artículo 28 (a) Los comandantes militares se imponen con la responsabilidad individual por crímenes cometidos por fuerzas bajo de su mando y control efectivo si se:

sabía o, debido a las circunstancias del momento, debería haber sabido, que las fuerzas estaban cometiendo o se proponían cometer esos delitos.

Utiliza la frase más estricta de "debería haber sabido" en lugar del mens rea de "tenía razones para saber," como lo define el Estatuto del TPIY.
La administración Bush optó por la Acta de Protección para los Miembros del Servicio Americano, y entró mediante el el acuerdo del Artículo 98 en un intento de proteger a cualquier ciudadano de los EE. UU. de que comparezca ante este tribunal. Como tal, interfiere con la aplicación del principio de responsabilidad de mando en su caso de los ciudadanos estadounidenses.

### Guerra contra el terrorismo

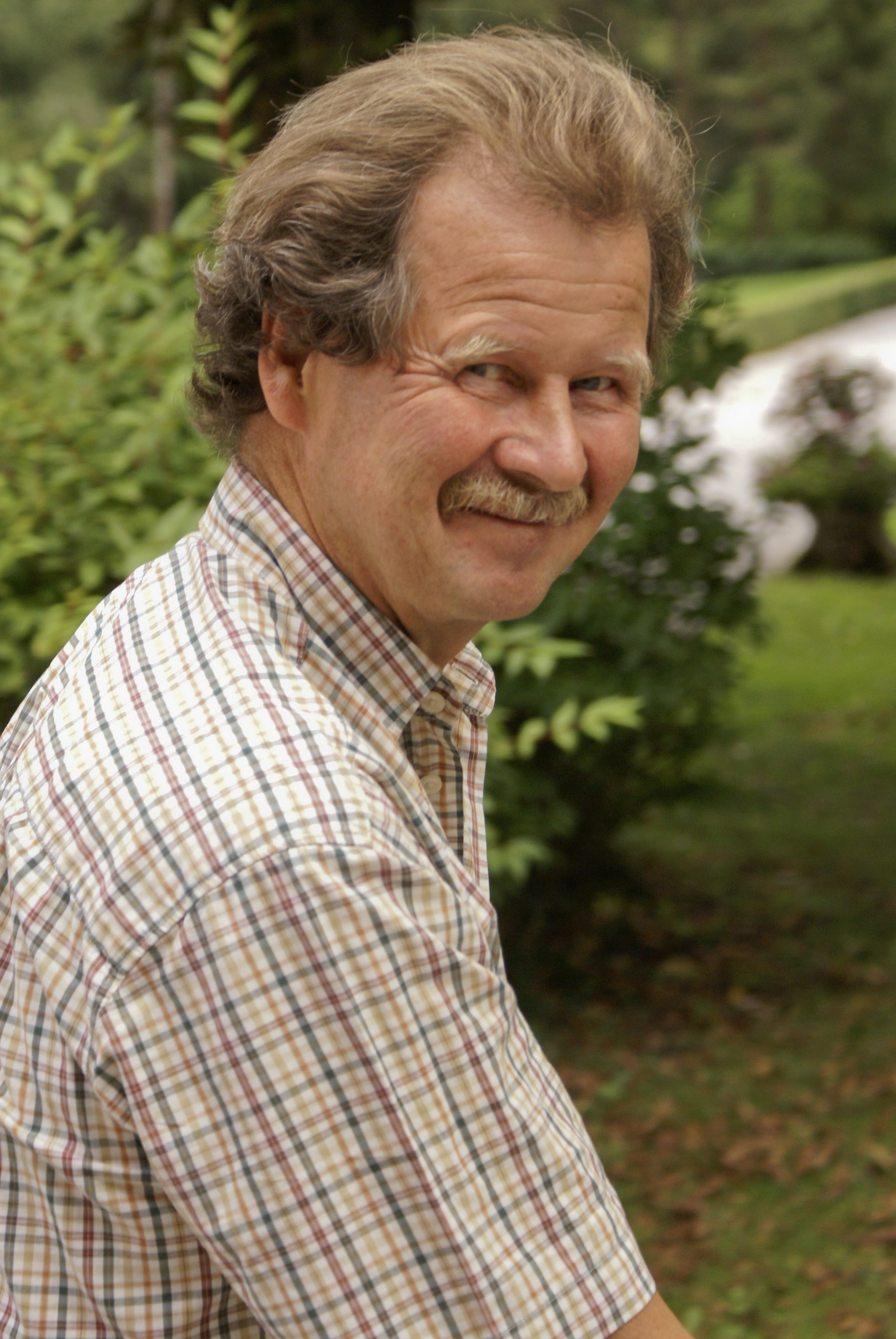
Manfred Nowak, United Nations Special Rapporteur on torture and other cruel, inhuman, or degrading treatment or punishment

Varios comentaristas han hecho avanzar el argumento de que el principio de "responsabilidad de mando" podría hacer que funcionarios de alto rango dentro de la administración Bush culpables de crímenes de guerra cometidos tanto con su conocimiento o por personas bajo su control.
Como una reacción a los atentados del 11 de septiembre de 2001 el Gobierno de los EE. UU., adoptó varias medidas controvertidas, por ejemplo, invadir Irak, afirmando "combatientes ilegales" de estado y "técnicas mejoradas de interrogatorio").
Alberto Gonzales y otros argumentaban que los detenidos deben ser considerados "combatientes ilegales" y como tales no están protegidos por los Convenios de Ginebra en varios memorandos respecto a estas áreas grises legales percibidas.
La declaración de Gonzáles de negar la cobertura de los Convenios de Ginebra "reduce sustancialmente la amenaza de procesamiento penal de los Estados en virtud de los crímenes de Guerra" y sugiere, al menos, una toma de conciencia por quienes participan en las políticas de elaboración en esta área y de que funcionarios estadounidenses están implicados en actos que podrían ser vistos como crímenes de guerra. La Corte Suprema de los Estados Unidos anuló la premisa sobre la cual se basa este argumento en Hamdan contra Rumsfeld, en la que declaró que el Artículo Tres Común de los Convenios de Ginebra se aplica a los detenidos en la Bahía de Guantánamo, y que las Comisiones Militares de Guantánamo utilizadas para tratar a estos sospechosos violaban las leyes de EE. UU. e internacionales, ya que no fueron creadas por el Congreso.
El 14 de abril del año 2006, Human Rights Watch dijo que el secretario Donald Rumsfeld podría ser penalmente responsable por su presunta participación en el abuso de Mohammad al-Qahtani.
Dave Lindorff sostiene que haciendo caso omiso de los Convenios de Ginebra la administración de EE. UU., incluyendo al presidente Bush, como Comandante en jefe, es culpable de crímenes de guerra. In Además, el exfiscal jefe de la Juicios de Núremberg Benjamin Ferencz, ha tachado la Invasión de Irak de 2003 es una "clara violación de la ley" y, como tal, constituye un crimen contra la paz. El 14 de noviembre del año 2006, la invocación de la Jurisdicción Universal, el procedimiento judicial se inició en Alemania - por su presunta participación de los abusos a prisioneros - en contra de Donald Rumsfeld, Alberto González, John Yoo, George Tenet y otros. Esto, al parecer, provocó que el recientemente dimitido, Donald Rumsfeld, cncelase una visita planeada a Alemania.
También hay denuncias de grupos de derechos humanos y opositores al gobierno de Bush de deliberados o desproporcionados ataques contra civiles por las fuerzas de EE. UU., principalmente a través de bombardeos aéreos, alegando también tiroteos, durante los conflictos en Afganistán e Irak por las fuerzas de EE. UU. y sus aliados Mercenarios, y la controversia sobre e uranio empobrecido municiones y bombas de racimo.
El exteniente del ejército Ehren Watada se negó a ser enviado a Irak sobre la base de sus afirmaciones sobre la responsabilidad del mando. Aunque su propia implementación no fue ordenada sino hasta después de Resolución del Consejo de Seguridad de las Naciones Unidas 1511 autorizó una Coalición multinacional en Irak, Watada sostuvo que la invasión de Irak era ilegal, y como tal, según él, estaba obligado por la responsabilidad del mando a negarse a participar en una guerra ilegal. Fue dado de alta del Ejército en el año 2009.
El Acta de Comisión Militar 2006 es vista como una ley de amnistía por delitos cometidos en la guerra contra el terrorismo con carácter retroactivo por la reescritura de los Crímenes de Guerra y por la abolición del habeas corpus, que lo hace efectivamente imposible para los detenidos a impugnar los delitos cometidos en contra de ellos.
Luis Moreno-Ocampo le ha dicho al Sunday Telegraph que está dispuesto a iniciar una investigación por la Corte Penal Internacional (CPI), y, posiblemente, un juicio por crímenes de guerra cometidos en Irak que involucran el primer ministro británico Tony Blair y el presidente de Estados Unidos George W. Bush. Aunque en el marco del Estatuto de Roma, la CPI no tiene jurisdicción sobre Bush, ya que los EE. UU. no es un Estado Parte en el tratado correspondiente, a menos que Bush fuese acusado de delitos dentro de un Estado Parte, o por el Consejo de Seguridad (donde los EE. UU. tiene derecho a veto) y pedir una investigación. Sin embargo, Blair si cae bajo la jurisdicción de la CPI ya que el Reino Unido es un Estado Parte
Nat Hentoff escribió el 28 de agosto del año 2007, que un informe filtrado por el Comité Internacional de la Cruz Roja y el informe de julio del año 2007 de Human Rights First y Médicos por la Responsabilidad Social, titulado Leave No Marks (No dejar marcas): técnicas mejoradas de interrogatorio y el riesgo de criminalidad, podrían ser utilizados como evidencia de crímenes de guerra de Estados Unidos si hubiera un juicio de Núremberg al igual que con respecto a la guerra contra el terror.
Poco antes del final del segundo mandato del presidente Bush, News Media (Medios de Comunicación) en otros países empezaron a opinar que, en virtud de la Convención de las Naciones Unidas contra la Tortura de los EE. UU. tiene la obligación de mantener a los responsables de abusos a prisioneros en virtud del Derecho penal. Un defensor de este punto de vista fue el Relator Especial de Naciones Unidas sobre la tortura y otros tratos crueles, inhumanos o degradantes (profesor Manfred Nowak) que, el 20 de enero del año 2008, comentó en la televisión alemana que el expresidente George W. Bush había perdido su Inmunidad procesal y del derecho internacional de los EE. UU. y ahora se podría obtener el mandato para iniciar los procedimientos penales en contra de todos los implicados en estas violaciones de la Convención contra la tortura y otros tratos o penas crueles, inhumanos o degradantes. El profesor de derecho Dietmar Herz explicó sus comentarios a al televisión Nowak al decir que en los EE. UU. y en el derecho internacional el expresidente George W. Bush es penalmente responsable por la adopción de tortura como herramienta en los interrogatorios.

### Guerra en Darfur
Human Rights Watch comentó en este conflicto al afirmar que:

...comandantes individuales y funcionarios civiles podrían ser responsables por no tomar ninguna medida para poner fin a los abusos cometidos por sus tropas o personal. ...... El principio de responsabilidad de mando es aplicable en los conflictos armados internos, así como los conflictos armados internacionales.

El Sunday Times en marzo del año 2006, y el Sudan Tribune en marzo del año 2008, informaron de que el Panel de Expertos de las Naciones Unidas determina que Salah Gosh y Abdel Rahim Mohammed Hussein

tenían "responsabilidad de mando" en las atrocidades cometidas por los múltiples servicios de seguridad sudaneses .

A raíz de una investigación de las Naciones Unidas, en relación con las acusaciones de implicación del Gobierno en el genocidio, el expediente fue remitido a la Corte Penal Internacional. El 2 de mayo del año 2007, la Corte Penal Internacional emitió orden de detención para el líder de la milicia Ali Muhammad al-Abd al-Rahman, de los Janjaweed, también conocido como Ali Kushayb y Ahmad Muhammad Haroun por delitos contra la humanidad y crímenes de guerra. To this day Sudan has refused to comply with the arrest warrants and has not turned them over to the ICC.
El fiscal jefe de la Corte Penal Internacional, Luis Moreno-Ocampo, anunció el 14 de julio del año 2008, diez cargos criminales contra el presidente Omar al-Bashir, acusándolo de patrocinar crímenes de guerra, genocidio y crímenes contra la humanidad. Los fiscales de la CPI han acusado a al-Bashir de genocidio porque "planificó y ejecutó un plan para destruir una parte sustancial" en tres grupos tribales en Darfur debido a su etnia. Se espera que en unso meses el Fiscal de la CPI en Darfur, Luis Moreno Ocampo, constituya un panel de jueces de la CPI para emitir una orden de arresto contra Bashir.

### Zimbabue
Por su conducta como Presidente de Zimbabue, que incluyen denuncias de tortura y asesinato de los opositores políticos, se sugiere que Robert Mugabe pueden ser procesado con esta doctrina. Debido a que Zimbabue no se ha suscrito a la jurisdicción de la Corte Penal Internacional puede ser autorizada por el Consejo de Seguridad de Naciones Unidas. El precedente de esto fue establecido por su remisión a traer acusaciones relativas a los crímenes cometidos en Darfur. De lo contrario un régimen de Zimbabue, después de Mugabe, tendría jurisdicción sobre sus presuntos crímenes (en ausencia de cualquier Ley de amnistía) al igual que los numerosos países con jurisdicción universal sobre la tortura, entre ellos Gran Bretaña.

### Chile: Responsabilidad de Mando en la violaciones de DD.HH. en el Estallido Social
En Chile el 18 de octubre del año 2019 comenzó el fenómeno del Estallido Social, de masivas movilizaciones ciudadanas que iniciaron con miles de estudiantes que se organizaron para realizar actos de evasión masiva en el Metro de Santiago. Así, Chile comenzó a vivir uno de los episodios más trágicos y a la vez más transformadores de su historia reciente.
En atención a las masivas movilizaciones ciudadanas y la reacción del Gobierno, la ONG internacional Amnistía Internacional elaboró el informe “Ojos sobre Chile: Violencia policial y responsabilidad de mando durante el estallido social”, en que se analizaron los acontecimientos que tuvieron a lo largo del país desde el 18 de octubre de 2019, con énfasis en el uso de la fuerza como herramienta disuasoria utilizada contra los manifestantes y los catastróficos efectos que produjo en la ciudadanía. De la misma forma, Amnistía Internacional se refirió al fenómeno del Estallido Social en Chile en otros informes y documentos, como el “Informe anual 2019: La situación de los derechos humanos en las américas”,  el “Informe anual 2020”, “La reparación integral de las violaciones de derechos humanos cometidos en el contexto del estallido social”, y “Reformar para avanzar: recomendaciones para la reforma de Carabineros desde una perspectiva de derechos humanos”.
El principal informe denominado, ya mencionado, "Ojos sobre Chile" expone que  las masivas y graves violaciones a los DD. HH. a lo largo de Chile desde el 18 de octubre de 2019 se dieron con una intención de castigo contra la protesta. Donde la respuesta del Gobierno de Chile fue decretar un estado de emergencia constitucional y desplegar a las fuerzas armadas en conjunto con la policía, Carabineros de Chile, encomendados a controlar el orden público. Lo anterior dio lugar, según consta en informe, al uso excesivo de la fuerza que resultó en lesiones a miles de personas que, por mencionar, la Fiscalía Nacional adelantaba investigaciones por un total de 5.558 víctimas de "violencia institucional", donde existían lesiones por armas de fuego, lesiones graves en los cuales 285 referían a lesiones oculares. Además, incluyendo violencia sexual en 246 víctimas.
Así las cosas, Amnistía Internacional consideró que las violaciones a los DD. HH. de los manifestantes no podría haber tenido el carácter de generalizada si los jefes y superiores, ya sea de Carabineros u otras áreas del Gobierno, hubieran ejercido un correcto control sobre sus subordinados. Con ello, dejan recomendaciones en cuanto a la reparación integral para adoptar todas las medidas necesaria para reparar a las víctimas y evitar la repetición de estos hechos junto con una reforma policial para asegurar que las fuerzas de orden público sigan estrictamente las normas internacionales sobre el uso de la fuerza.
A propósito de la responsabilidad de los jefes superiores  como los mandos de Carabineros, Amnistía Internacional en informe jurídico sobre responsabilidad penal por omisión de los mandos con ocasión de los crímenes cometidos durante Estallido social que expone una argumentación fundada en el derecho internacional, especialmente, el Estatuto de Roma y en la ley 20.357 relativo a crímenes de lesa humanidad en contexto de la responsabilidad de los mandos de Carabineros. Donde se afirma la existencia de indicios serios para la exigencia de responsabilidad penal a los mandos superiores.